# Eugène Caillaux
Pour les articles homonymes, voir Caillaux.
Eugène Caillaux, né le 10 septembre 1822 à Orléans (Loiret), décédé le 8 août 1896 à Paris, est un ingénieur et un homme politique français.

## Biographie

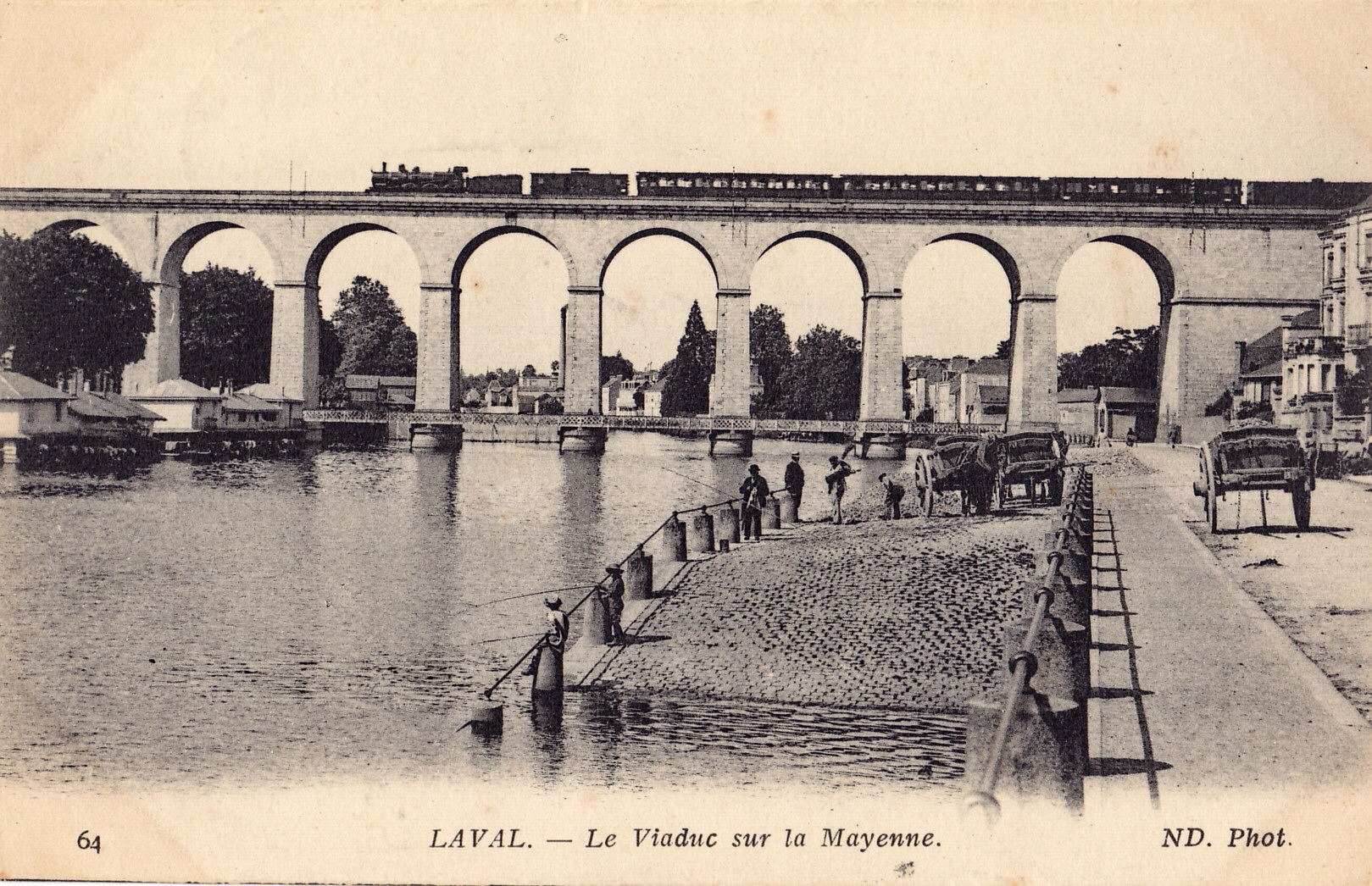
Le viaduc au début du XXe siècle.

Après des études à l'École polytechnique puis à l'École des ponts et chaussées, il devient ingénieur à Laval puis au Mans, et il est attaché à la compagnie des chemins de fer de l'Ouest, à Paris, en qualité d'ingénieur en chef en 1862.
Catholique non pratiquant, il se marie en 1860 avec Anna Cécile Dounet, une protestante convaincue, à la suite d'un compromis religieux.
Le 8 février 1871, il est élu, le 6e sur 9 avec 50 508 voix sur 84 400 votants et 135 095 inscrits, représentant de la Sarthe à l'Assemblée nationale. Donnant sa démission d'ingénieur, il siège parmi les royalistes du centre, avant de participer, au sein du groupe Target, à la chute de Thiers le 24 mai 1873. Fidèle soutien du gouvernement Albert de Broglie (1) et (2), le maréchal de Mac-Mahon l'appelle au ministère des Travaux publics le 22 mai 1874 dans le gouvernement Ernest Courtot de Cissey. Par la suite, il reste dans les divers cabinets qui se succèdent jusqu'aux élections générales de 1876 et quitte ses fonctions le 9 mars.
Élu le 30 janvier 1876 sénateur de la Sarthe, avec ses deux collègues de l'Union conservatrice, dernier sur trois, il siège sur les bancs de la droite monarchiste. Le 17 mai 1877, il est nommé ministre des Finances dans le ministère Broglie-Fourtou - il inaugure notamment le Tunnel du Mans auquel il avait contribué en tant qu'ingénieur. À ce poste, disposant de crédits non votés par la Chambre, il joue un rôle important dans la lutte des monarchistes contre la politique républicaine.
Après la victoire des républicains aux élections d'octobre, il subit avec ses collègues du gouvernement un vote de défiance et de blâme le 20 novembre 1877 et quitte le pouvoir.
Après son départ, il prend la présidence du PLM.
Lors du renouvellement du 8 janvier 1882, il perd son siège au Sénat. Abandonnant la politique nationale, il est conseiller général du canton de Mamers de 1875 à 1892 et maire d'Yvré-l'Évêque de 1890 à 1896. Il se fixe à Paris où il meurt en 1896, à l'âge de 74 ans. Il est inhumé au cimetière du Père-Lachaise (54e division).
Il est le père de Joseph Caillaux.

## Sources
- Adolphe Robert, Gaston Cougny (dir.), Dictionnaire des parlementaires français comprenant tous les membres des assemblées françaises et tous les ministres français depuis le 1er mai 1789 jusqu'au 1er mai 1889, Paris, Bourloton, 1889, tome 1 (de Cabet à Calemard de Lafayette), p. 548-549
- Jean Jolly (dir.), Dictionnaire des parlementaires français, notices biographiques sur les ministres, sénateurs et députés français de 1889 à 1940, Paris, PUF, 1960, p. 834